# Stresemannia bougainvillei
El mielero de Bougainville (Stresemannia bougainvillei) es una especie de ave paseriforme en la familia Meliphagidae. Es la única especie del género Stresemannia.

## Distribución geográfica y hábitat
Es endémica de la isla Bougainville (Papúa Nueva Guinea). Sus hábitats naturales son las cuevas o zonas rocosas junto a la sabana seca. Su rango altitudinal oscila entre 690 y 2200 m s. n. m..